# Acanthurus monroviae
Acanthurus monroviae is een  straalvinnige vissensoort uit de familie van doktersvissen (Acanthuridae). De wetenschappelijke naam van de soort is voor het eerst geldig gepubliceerd in 1876 door Franz Steindachner. Hij noemde de soort naar de vindplaats, Monrovia (Liberia). De soort komt voor in de oostelijke Atlantische Oceaan en is van beperkt belang voor de commerciële visvangst. Ze wordt gemiddeld 38 centimeter lang. Ze wordt ook in aquariums gehouden.